# Thüringer Grafenkrieg
Der Thüringer Grafenkrieg (auch Thüringer Grafenfehde) war eine von 1342 bis 1346 andauernde kriegerische Auseinandersetzung zwischen einer Reihe von reichsunmittelbaren Adelshäusern und dem Landgraf von Thüringen Friedrich II. aus dem Haus Wettin um die Vorherrschaft in Thüringen.

## Vorgeschichte
1247 war mit Heinrich Raspe der letzte Thüringer Landgraf aus dem Hause der Ludowinger verstorben und die Ludowinger damit im Mannesstamm ausgestorben. Im folgenden thüringisch-hessischen Erbfolgekrieg konnte Heinrich der Erlauchte, Markgraf von Meißen, das Thüringer Landgrafenamt schließlich für das Haus Wettin gewinnen, während die hessischen Landesteile als neue Landgrafschaft Hessen an Heinrich I. fielen. Der Enkel Heinrichs des Erlauchten, Friedrich I., der Freidige, und dessen Sohn Friedrich II., der Ernsthafte versuchten, die Oberherrschaft der Wettiner über Thüringen zu festigen und gerieten damit zwangsläufig in Opposition zu den anderen Adelsherrschaften des Landes.

## Hergang
Am 1. September 1342 verbündeten sich in Arnstadt die Grafen von Schwarzburg, Weimar-Orlamünde und Hohnstein sowie die Vögte von Gera und Plauen gegen Friedrich den Ernsthaften. Im Oktober begannen dann die kriegerischen Auseinandersetzungen. Der Mainzer Erzbischof Heinrich III. von Virneburg, der sich gerade mit den Bürgern Erfurts um die Rechte an der Stadt stritt, unterstützte die Grafen, die Erfurter Bürgerschaft stand deshalb auf Seiten Friedrich des Ernsthaften.
Bereits am 14. Dezember 1342 wurde ein erster, vom Kaiser vermittelter Frieden unterschrieben. Da darin die Grafen aber zur Zahlung einer sehr hohen Wiedergutmachungssumme verpflichtet wurden, hielt der Friede nicht und die Kampfhandlungen flammten bald erneut auf. Friedrich versuchte nun, das gegnerische Bündnis zu schwächen, indem er mit seinen Gegnern einzelne Separatfrieden schloss: am 6. September 1343 zunächst mit den Vögten von Gera und Plauen, am 28. Juli 1345 dann mit den Schwarzburgern, am 11. April 1346 schließlich im Frieden von Dresden auch mit den Grafen von Weimar-Orlamünde. Diese mussten ihr Stammland den Wettinern als Lehen auftragen und verloren somit ihre Reichsunmittelbarkeit und ihre politische Selbständigkeit.
Der Ausgang des Grafenkrieges stärkte die Position der Wettiner in Thüringen. Zwar konnten sie die Schwarzburger und die Vögte nicht endgültig aus Thüringen verdrängen und diese spielten bis zum Ende der Monarchien in Thüringen 1918 weiterhin eine bedeutende Rolle (vgl. Schwarzburg-Rudolstadt, Schwarzburg-Sondershausen, Reuß). Jedoch konnten sie sich nach dem Grafenkrieg nicht weiter ausdehnen, wurden auf ihre Stammgebiete beschränkt und waren deshalb nicht mehr in der Lage, die Dominanz der Wettiner in Thüringen zu gefährden. Für die Grafen von Weimar-Orlamünde bedeutete das Ergebnis des Krieges dagegen das Ende ihrer Reichsunmittelbarkeit. Weimar fiel 1372 als erledigtes Lehen ganz an die Landgrafen von Thüringen und wurde von Friedrich IV. zu seiner Hauptresidenz entwickelt, die sie auch unter den Ernestinern blieb (vgl. auch Sachsen-Weimar und Sachsen-Weimar-Eisenach).